# Paquet (logiciel)
Pour les articles homonymes, voir Paquet et Paquetage.
En informatique, et en particulier dans le contexte des systèmes UNIX, on appelle paquet (ou parfois paquetage, en anglais package) une archive (fichier compressé) comprenant les fichiers informatiques, les informations et procédures nécessaires à l'installation d'un logiciel sur un système d'exploitation au sein d'un agrégat logiciel, en s'assurant de la cohérence fonctionnelle du système ainsi modifié. Les opérations de gestion des paquets au sein du système (installation, suppression, etc.) sont réalisées par un gestionnaire de paquets.

## Composition
Un paquet est généralement composé de :
- fichiers exécutables ou sources ;
- fichier de contrôle contenant le nom du logiciel, sa version, ses dépendances logicielles, etc. ;
- fichiers de configuration ;
- fichiers de documentation ;
- scripts de pré/post installation ;
- scripts de pré/post désinstallation ;
- une signature par clef asymétrique pour valider l'authenticité du paquet.

Un paquetage peut se trouver sous forme de source ou de binaires précompilés.

## Rôle
La plupart du temps un paquet logiciel permet, à l'aide d'un gestionnaire de paquets adéquat, l'installation d'un logiciel et paramètre le système d'exploitation ou la configuration du logiciel pour le rendre utilisable dans son environnement d'installation.
L'utilisation d'un paquetage logiciel est un élément constitutif d'une bonne pratique d'intégration logicielle.

## Versions de paquetage
La gestion des versions via l'utilisation de paquets logiciels permet d'affiner les mises à jour des logiciels. En effet les versions des paquets peuvent être indépendantes des versions du logiciel empaqueté.
Ce principe est très répandu dans les systèmes UNIX ou GNU/Linux à qui un logiciel identique (de même version) peut être décliné en plusieurs versions de paquetage pour l'adapter au mieux aux multiples environnements Linux et à leurs versions respectives.

## Métapaquets
Un métapaquet (en anglais metapackage) est un paquet ne comportant pas de fichiers installables directement. En utilisant le principe des dépendances, il permet de regrouper plusieurs autres paquets. Ceux-ci seront installés quand le métapaquet est installé.
Exemple : Le métapaquet kdeedu de la distribution Debian  regroupe tous les logiciels éducatifs fournis avec l'environnement de bureau KDE.